# Ljussjön, Dalarna
Ljussjön är en sjö i Ludvika kommun i Dalarna och ingår i Norrströms huvudavrinningsområde. Sjön har en area på 0,151 kvadratkilometer och ligger 273,1 meter över havet.

## Delavrinningsområde
Ljussjön ingår i det delavrinningsområde (667561-146051) som SMHI kallar för Utloppet av Väsman. Medelhöjden är 209 meter över havet och ytan är 136,46 kvadratkilometer. Räknas de 53 avrinningsområdena uppströms in blir den ackumulerade arean 1 147,86 kvadratkilometer. Kolbäcksån som avvattnar avrinningsområdet har biflödesordning 3, vilket innebär att vattnet flödar genom totalt 3 vattendrag innan det når havet efter 260 kilometer. Avrinningsområdet består mestadels av skog (56 procent). Avrinningsområdet har 41,71 kvadratkilometer vattenytor vilket ger det en sjöprocent på 30,5 procent. Bebyggelsen i området täcker en yta av 7,16 kvadratkilometer eller 5 procent av avrinningsområdet.